# Velamenicoccus
Candidatus Velamenicoccus, kurz Velamenicoccus ist eine vorgeschlagene Gattung (Kandidatengattung) von sehr kleinen Bakterien im Phylum (Abteilung) Omnitrophica (alias: Omnitrophota, früher: Candidate division OP3). Wegen ihrer räuberischen Lebensweise war von Jana Kizina 2017 zunächst der Name Ca. Vampirococcus für die zunächst als OP3 LiM bezeichnete Art vorgeschlagen worden. Dieser war aber bereits vergeben, weshalb die Genome Taxonomy Database (GTDB) ad hoc den Namen Vampirococcus_B verwendet. Im März 2022 änderten Kizina et al. den Vorschlag in Ca. Velamenicoccus ab.
Die erstbeschriebene und damit Typus-Spezies ist Ca. Velamenicoccus archaeovorus (alias Vampirococcus_B archaeovorus, ursprünglich „Ca. Vampirococcus archaeovorus“).

## Beschreibung
Der Referenzstamm LiM des Bakteriums stammt aus Proben, die Jana Kizina, Jens Harder und Kollegen vom Max-Planck-Institut für Marine Mikrobiologie in Bremen bereits im Januar 1997 aus dem Faulturm der Kläranlage in Osterholz-Scharmbeck entnommen hatten und seitdem in einer Anreicherungskultur halten.
Die Zellen von Ca. V. archaeovorus werden nur 200 bis 300 nm groß, weshalb diese Bakterien auch als Ultramikrobakterien bezeichnet werden.
Sie können Energie durch Verstoffwechseln von Stoffen wie Limonen zu Methan (CH4) gewinnen, (LiM: limonene-degrading, methanogenic).
Das Genom des Referenzstammes LiM wurde sequenziert. Es hat insgesamt 1.889 Gene, von denen 1.827 Proteine kodieren, dazu 45 für tRNAs (Transfer-RNAs) und 3 für rRNAs (Ribosomale RNAs).
Bemerkenswert ist eines der kodierten Proteine (genannt very large multi-enzyme surface protein), das mit einer Länge von 39678 Aminosäuren eines der größten bekannten Proteine überhaupt ist – die durchschnittliche Länge von Proteinen liegt lediglich bei etwa 333 Aminosäuren – daher ist dieses Protein gerade für ein so kleines Bakterium sehr ungewöhnlich. Wie seine englische Bezeichnung andeutet, wird es als Oberflächenprotein in die Zellwand der Bakterien eingebaut.

## Beute
Ebenfalls in Kläranlagen finden sich Archaeen der Gattung Methanosaeta (alias Methanothrix, Euryarchaeota), die Methan aus Acetat erzeugen können und mittels einer schlauchförmigen Schutzschicht Filamente („Haare“ oder „Borsten“ entsprechend der Namensbedeutung) bilden.
Dem Team um Jens Harder war aufgefallen, dass immer wieder einzelne Zellen in diesen Filamenten krank oder tot waren, sie waren schlaff und enthielten weder RNA noch DNA.
Eine genaue Untersuchung zeigte, dass sich an diesen kranken Archaeen-Filamenten Bakterien von Ca. V. archaeovorus befanden.
Interessanterweise enthält das große Oberflächenprotein von Ca. V. archaeovorus (das very large multi-enzyme surface protein) Abschnitte (Proteindomäne), die offenbar die Hülle der Beutearchaeen enzymatisch auflösen können.
Vermutlich waren also die erkrankten Archaeenzellen den Ultramikrobakterien zum Opfer gefallen.
Eine Kontamination von Kulturen zur Biogasherstellung mit „Ca. V. archaeovorus“ wird daher als mögliche Ursache der Erkrankung der Methanosaeta-Archaeen angesehen; ein Aspekt, der von nicht unwesentlicher wirtschaftlicher Bedeutung für die Biogasherstellung wäre.

## Systematik

### Äußere Systematik
Die Kandidatengattung wird nach der Taxonomie des National Center for Biotechnology Information (NCBI) und der Genome Taxonomy Database (GTDB) dem Phylum (Abteilung, lateinisch divisio, en. division) Candidatus Omnitrophica alias Omnitrophota zu; der Name bedeutet deutsch „Allesfresser“; eine frühere Bezeichnung war Candidate division OP3 (‚Obsidian Pool 3‘).
Dieses Phylum ist Mitglied der PVC-Gruppe.
Derzeit (Stand 21. Mai 2022) gibt es in der NCBI-Taxonomie keine näheren Zuordnungsvorschläge. Die GTDB gruppiert die Gattung innerhalb des genannten Phylums in die Klasse Koll11 ein, die durch eine Spezies mit der vorläufigen Bezeichnung „Mixed culture isolate koll11“ definiert wird.

### Artenliste
In der NCBI-Taxonomie ist die hier beschriebene Gattung (Ca. Velamenicoccus) monotypisch mit der einzigen Spezies Ca. V. archaeovorus; die GTDB-Taxonomie ordnet ihr noch eine weitere Spezies zu (in der NCBI-Taxonomie ein Omnitrophica-Mitglied ohne nähere Zuordnung) – dabei handelt es sich um eine Sequenz aus der Metagenomik, die von einer Umweltprobe aus dem Abwasser der Exploration des Glaukonitischen Feldes (en. glauconitic field) der Stadt Medicine Hat (Kanada).
- Gattung: Candidatus Velamenicoccus Kizina et al. 2022 (NCBI), früher:
„Candidatus Vampirococcus“ Kizina 2017 non Guerrero et al. 1986,[7] nom. illeg. (NCBI) – Doppelvergabe,[A 1][8] alias:
Vampirococcus_B (GTDB)
  - Spezies: Candidatus Velamenicoccus archaeovorus (NCBI), alias:
Vampirococcus_B archaeovorus (GTDB), veraltet:
Vampirococcus sp. LiM (Lifemap), früher:
OP3 LiM[7]
    - Stamm: LiM (GTDB,NCBI), alias:
GCF_004102945.1 (GTDB)

  - Spezies: Vampirococcus_B sp002421805 (GTDB), alias Ca. Omnitrophica bacterium UBA6210 (NCBI:incertae sedis)[11]
    - Stamm: UBA6210 (GTDB,NCBI), alias:
GCA_002421805.1 (GTDB)